# Глибівка (Івано-Франківський район)
Глибі́вка — село в Україні, у Івано-Франківському районі Івано-Франківської області. Входить до складу Богородчанської селищної громади. Колишній центр сільської ради. Розташоване на річці Саджавці. Населення — 1 129 осіб (2001).
Нараховується 365 дворів, та проживає 1038 осіб.

## Географія
У селі потік Матиєвець впадає річку Саджавку. Площа населеного пункту — 427 гектарів. Село розташоване за 10 кілометрів від центру громади Богородчан, і за 30 кілометрів від обласного центру.

## Історія
Згідно матеріалами, які зберігаються в Українському Державному центральному архіві у Львові, перша письмова згадка про село Глибівка припадає на 1652 рік. Однак, у переказах, які передаються з покоління в покоління, йдеться про те, що село виникло дещо раніше. І що першим його жителем був чоловік на ім'я Глеб, якого і увіковічили у назві села — Глибівка. Але в 1947 році один із чиновників, який мав справу з документами, допустив помилку (кажуть не спеціально, так йому більше подобалось, щоб у назві села була буква И, а не Е), і з тих пір село називається Глибівка.
На території села Глибівка чудовий храм святого Миколая. За переказами, це вже третя церква, збудована мешканцями села за роки його існування. Нинішня споруда, як засвідчують дані обласного архітектури, зведена у 1842—1875 роках.
У 1953 році церкву комуністична радянська влада закрила і жителі села ходили на богослужіння в інше село Саджава. Пустувала споруда до кінця 80-их років. Врешті під тиском громадськості влада змушена була церкву у Глибівці відкрити. Це сталося 19 лютого 1989 року. То була подія, яку жителі села та його гості пережили зі сльозами радості на очах. Перше Богослужіння у день відкриття церкви відправляв уже покійний отець Ярослав Оцабіна.
Під час Першої Світової війни лінії оборони в селі протягом року тримав хорватський полк. Після війни у Глибівку приїжджала хорватська делегація і відбулося перепоховання біля церкви усіх — 51 вояка, могили яких були розкидані за селом. Поруч стоїть пам'ятник, який хорвати замовили у Відні і 1919 року на фірах привезли у Глибівку, встановивши у центрі церковного подвір'я.
А на церковній брамі прибили меморіальну дошку з написом, як і на пам'ятнику, що тут спочивають 25 загребських і 26 карловіцьких воїнів, які загинули за Батьківщину. Напис закінчується словами «Бог і Хорватія», хорватською мовою. Пам'ятник і брама збереглися біля церкви і донині.
Перша двокласна школа була організована у селі Глибівка в далекому 1893 році. Вона діяла у звичайній сільській хаті. Дещо пізніше, у 1932 році за кошти громади була збудована п'ятикласна школа.
Після польсько-української війни та окупації поляками ЗУНРу село було сільською ґміною до 1 квітня 1932 року Богородчанського повіту, а до 1 серпня 1934 року — Станиславівського повіту, після чого входила до ґміни Ляхівці Станиславівського повіту.
До складу Глибівської сільської ради входило село Глибівка. Загальна площа сільської ради становила 1381 гектар.

## Населення

### Мова
Розподіл населення за рідною мовою за даними :
| Мова       | Кількість | Відсоток |
| ---------- | --------- | -------- |
| українська | 1128      | 99.91%   |
| румунська  | 1         | 0.09%    |
| Усього     | 1129      | 100%     |